# Viandante sul mare di nebbia
Il Viandante sul mare di nebbia (in tedesco Der Wanderer über dem Nebelmeer) è un dipinto a olio su tela del pittore romantico tedesco Caspar David Friedrich, realizzato nel 1818 e conservato alla Hamburger Kunsthalle di Amburgo.
È considerato uno dei capolavori del movimento romantico e una delle sue opere più rappresentative. Il dipinto, con l'escogitazione pittorica della Rückenfigur, è stato interpretato come un emblema di autoriflessione o contemplazione del percorso di vita, e il paesaggio è considerato evocatore del sublime.
Sebbene Friedrich fosse rispettato negli ambienti tedeschi e russi, il Viandante sul mare di nebbia non fu immediatamente considerato un capolavoro, e conobbe un accoglienza più calorosa sono a partire dal XX secolo, affermandosi come esempio rappresentativo sia di arte popolare sia di espressione della cultura alta, venendo riprodotto e citato in numerose pubblicazioni, opere artistiche e contesti editoriali.

## Descrizione del quadro
Al centro della composizione, in primo piano, un viandante solitario si staglia in controluce su un precipizio roccioso, dando la schiena all'osservatore: ha i  capelli rossi e scompigliati al vento, è avvolto in un soprabito verde scuro e nella mano destra, appoggiata al fianco, impugna un bastone da passeggio. È lui il vero centro focale e spirituale del dipinto (è al centro dell'opera): ciò malgrado, ben poco si sa su quest'uomo, a parte la sua natura errabonda. Secondo alcune testimonianze, sotto le vesti del pellegrino vi sarebbe il colonnello della fanteria sassone Friedrich Gotthard von den Brinken, defunto amico di Friedrich che con questa tela ne volle conservare vivo il ricordo.
Il viandante è proteso sull'orlo di uno sperone roccioso freddo e inospitale, lontano da ogni vegetazione, ma collocato in una posizione rialzata, che gli consente di contemplare il panorama che gli si apre davanti. Si tratta di una valle arcaica dal fascino primordiale, avvolta dalla foschia, come se fosse mare (da cui il titolo dell'opera): dal «mare di nebbia» sporgono audaci diverse cime, sulle quali si può notare la presenza di alberi e vegetazione. In lontananza, a sinistra si ergono sbiadite montagne che digradano verso destra. Oltre, la nebbia si espande in modo indefinito arrivando a mescolarsi con l'orizzonte e a diventare indistinguibile dal cielo nuvoloso.
Il Viandante sul mare di nebbia, sebbene dipinto in studio, riproduce il paesaggio montano realmente esistente dell'Elbsandsteingebirge, in Boemia. Sullo sfondo, a destra, è presente lo Zirkelstein, del quale si intravede la caratteristica forma cilindrica, mentre a sinistra si profila il Rosenberg; le rocce sopra le quali si erge il viaggiatore, invece, fanno parte di un gruppo della Kaiserkrone.

## Tecnica

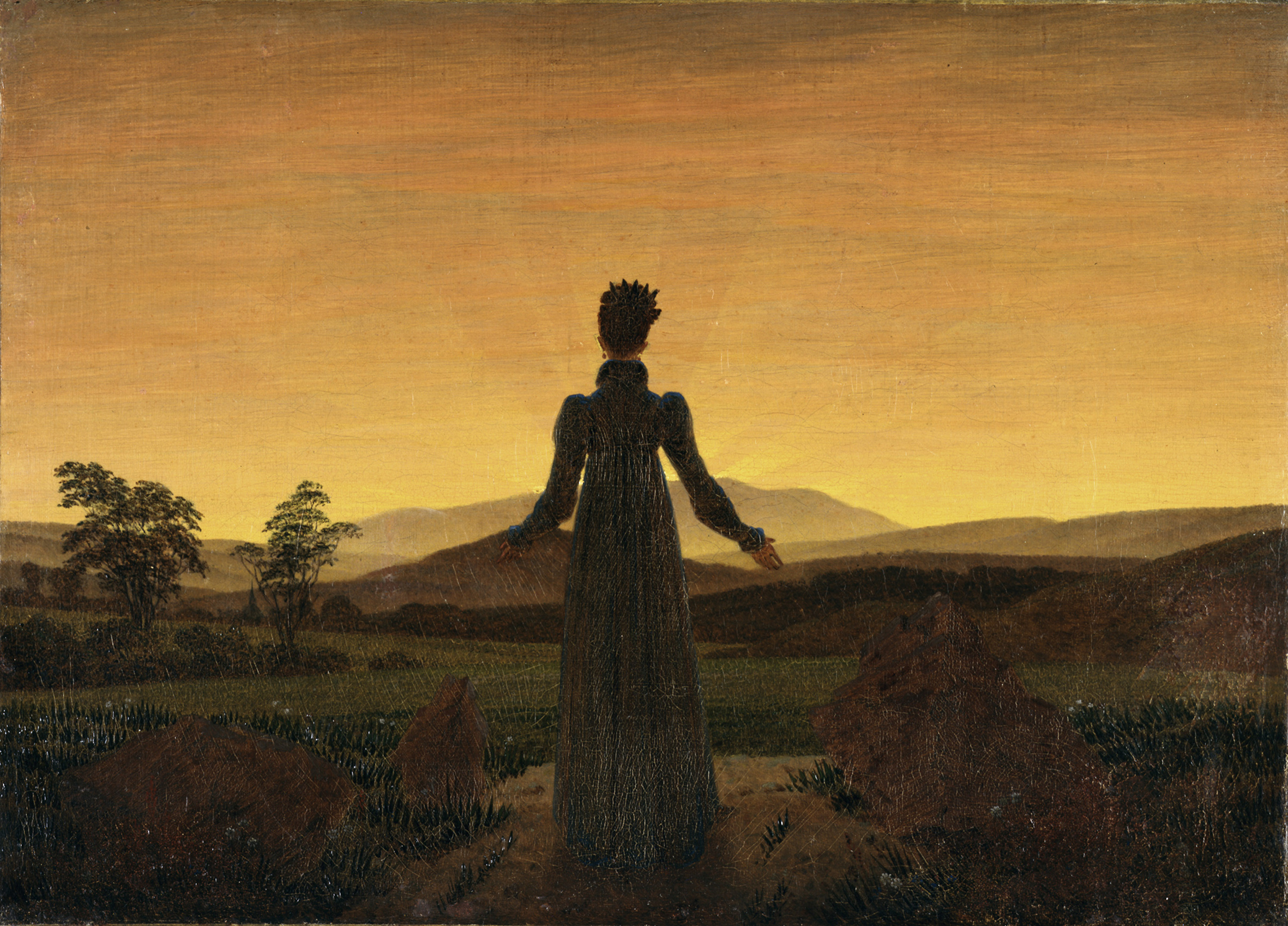
L'espediente della Rückenfigur fu sfruttato da Friedrich in molti dipinti: nell'immagine, Donna al tramonto del sole, 1818

L'opera, alta 98,4 cm e larga 74,8 cm, presenta uno sviluppo verticale che rifiuta le consuete proporzioni orizzontali; la verticalità della composizione, inoltre, serve anche a dare maggior risalto alla verticalità del viandante ritratto al centro.
Altra peculiarità del Viandante sul mare di nebbia è la presenza della Rückenfigur: si tratta di un personaggio visto di schiena, perso in un'assorta contemplazione della natura. Questa escogitazione figurativa fa sì che l'osservatore si immedesimi nella figura del viandante e si compenetri nella sua situazione psicologica ed emotiva.
La tavolozza di Friedrich in quest'opera è composta da toni insolitamente luminosi, e comprende una mescolanza luminescente di blu, grigi, rosa e gialli per il mare di nebbia, contrapposta alle tonalità opache e fangose per le rocce: questo forte stacco cromatico tra le tonalità chiare e quelle scure esalta la contrapposizione tra gli elementi reali (l'uomo e le rocce), realizzati con una precisione analitica, e quelli indefiniti (il mare di nubi), caratterizzati da una pennellata molto liquida, quasi vaporosa. La luce, infine, sembra nascere da una fonte collocata al di sotto delle rocce in primo piano, inondando la scena e rischiarando in qualche modo l'abisso nebbioso.

## Interpretazione

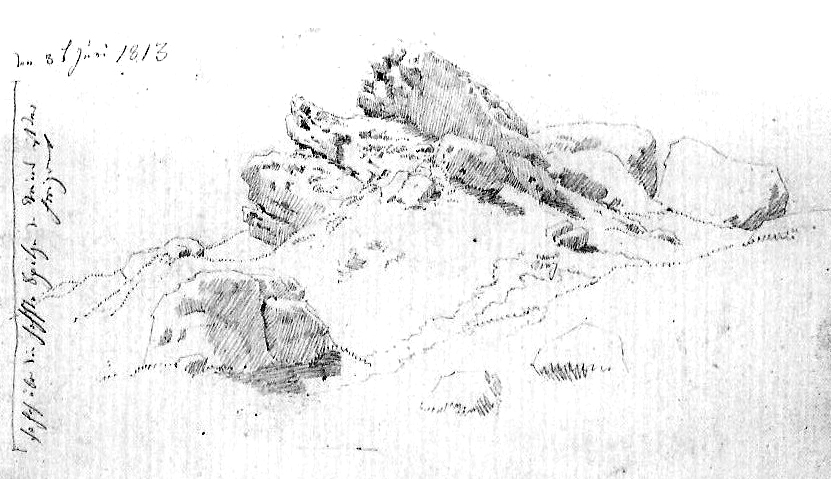
Bozzetto di Friedrich per il Viandante sul mare di nebbia raffigurante una «montagna rocciosa»; nella tela, il paesaggio diventa un vero e proprio veicolo allegorico del sentire sublime e dell'infinito

Nella figura del pellegrino rapito dalla voragine brumosa Friedrich sintetizzò magistralmente idee e suggestioni tipicamente del proprio tempo, tanto che il Viandante sul mare di nebbia è considerato un'icona del Romanticismo tedesco.
L'opera, infatti, irradia messaggi multiformi, glorificando i temi dell'infinito, del sublime, del divino e dell'errabondo. Attesta infatti il senso di imperfezione, di humilitas (umiltà), sperimentato dall'uomo durante la contemplazione dell'Infinito, ovvero di Dio, qui rappresentato dall'immenso mare di nebbia che fa emergere la vista del paesaggio sottostante che è la vita. Il viaggiatore romantico si perde di fronte al baratro nebbioso in un atteggiamento contemplativo, visto come estrema esperienza interiore e spirituale: in questo modo, egli indaga impietosamente, nella sua nudità, la propria anima, la sua fede, con tutte le sue insicurezze, i suoi errori, i suoi dubbi e certezze.
È proprio l'eroico isolamento del viandante che diventa viaggio della vita umana e che celebra una presenza onnipervasiva di Dio, il sublime, ovvero lo stato d'animo misto di sgomento e piacere percepito dall'uomo quando diviene consapevole della stupefacente grandiosità della natura. Questa potenza irresistibile non annienta il viandante, bensì lo induce a riflettere in senso filosofico sulla propria condizione, consentendogli quindi di unirsi al divino. I paesaggi di Friedrich sono infatti carichi di simbolismi religiosi, ma prigionieri di una struggente malinconia; come di una domanda su chi è l'uomo; in questo modo, il sublime nel Viandante sul mare di nebbia si manifesta nel contesto naturale, che è creazione, che accende l'animo del viandante e gli permette di arrivare fino a Dio.
Scriveva Marco Bona Castellotti, in Friedrich: un viandante su un mare di luce:

Alla sublimità del creato si unisce il tema dell'errabondo. L'uomo ritratto nel quadro, oltre che solitario, è infatti anche un homo viator, un pellegrino alla ricerca di spirituali risposte (come si può dedurre dal bastone che è pure sostegno divino): questa condizione si ricollega alla figura dell'esule «bello di fama e di sventura», tipica della cultura romantica.